# Nicolas-Henri Tardieu

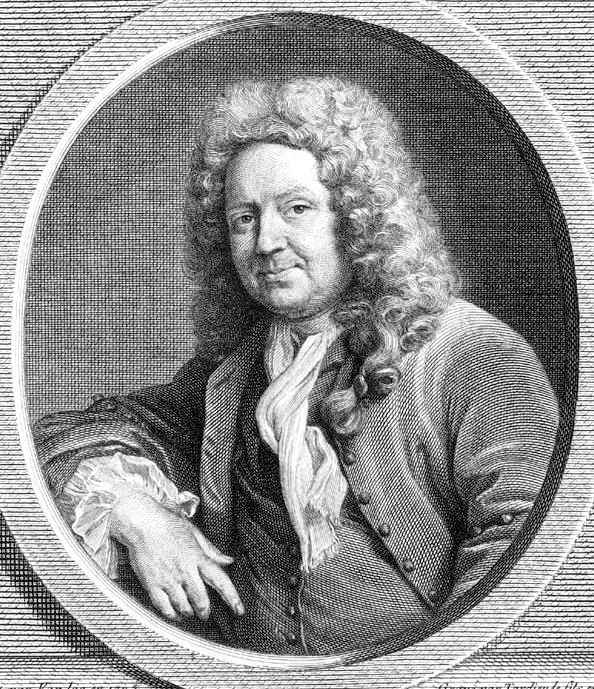
Nicolas-Henri Tardieu

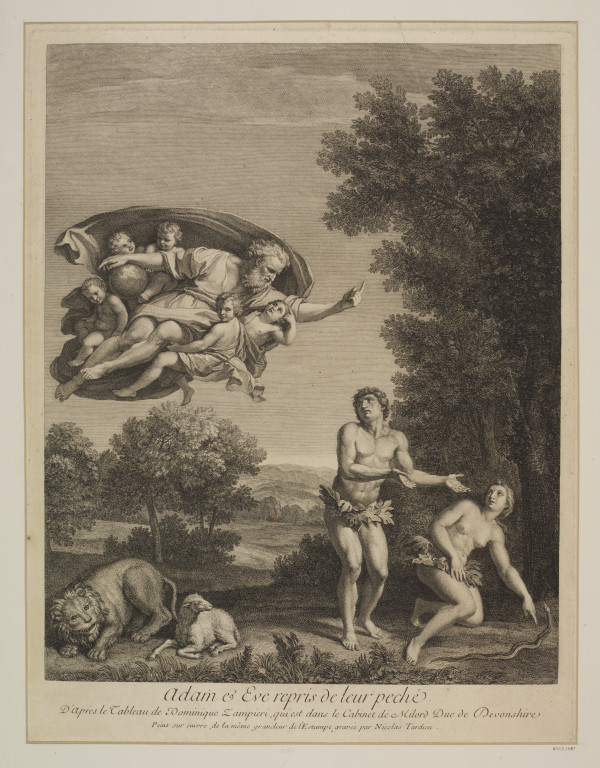
Adam und Eva, nach Domenichino

Nicolas-Henri Tardieu (* 18. Januar 1674 in Paris; † 27. Januar 1749 ebenda) war ein französischer Kupferstecher und Begründer einer Dynastie von Kartografen, Illustratoren und Porträtisten.

## Biographie
Nicolas-Henri Tardieu war das vierte Kind des Kupferschmieds Nicolas Tardieu und seiner Frau Marie Henin. Er hatte vier Brüder, die allerdings keinen künstlerischen Beruf ergriffen. Für seine Ausbildung nahm er zuerst Unterricht bei Gérard Audran, der Kunde des Vaters war und dessen bester Schüler er wurde. Daneben nahm er auch Stunden bei Jean Lepautre.
1706 heiratete Nicolas-Henri ein erstes Mal, und zwar die 27-jährige Witwe Louise-Françoise Aveline, die aber 1708 bereits nach zwei Ehejahren starb.
In zweiter Ehe war Tardieu mit der jungen Witwe eine Hofpatissiers, Marie-Anne Horthemels, ebenfalls Kupferstecherin, verheiratet. Die Hochzeit fand 1712 statt; die beiden hatten fünf Kinder. Nach dem Tod von Marie-Anne, im Jahr 1727, heiratete er ein drittes Mal. Aus zweiter Ehe stammt der Sohn Jacques Nicolas Tardieu. Dieser, wie auch sein Neffe Pierre François Tardieu, wurden bei ihm ausgebildet.
1720 wurde Nicolas-Henri Tardieu an der Académie de peinture aufgenommen. Neben seinem Mitschüler Benoît Audran war er der bedeutendste Watteau-Stecher.

## Werke (Auszug)
Neben Porträts von berühmten und hochgestellten Persönlichkeiten in Geschichtswerken stach er auch nach diesen gemalten Vorlagen:
- Portrait du duc d’Antin, nach Hyacinthe Rigaud
- Batailes d’Alexandre, nach Charles Le Brun
- Embarquement pour Cythère, nach Antoine Watteau
- Apparation de Jésus à Madeleine, nach Nicolas Bertin